# Amt Kastorfer See

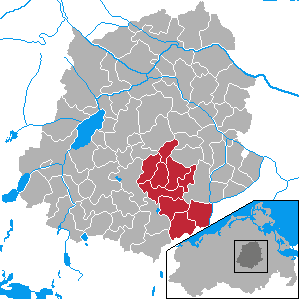
Amt Kastorfer See im Landkreis Demmin

Im Amt Kastorfer See im ehemaligen Landkreis Demmin in Mecklenburg-Vorpommern waren seit 1992 die elf Gemeinden Altenhagen, Breesen, Groß Teetzleben, Kriesow, Pinnow, Pripsleben, Reinberg, Röckwitz, Tützpatz (Amtssitz), Wildberg und Wolde zur Erledigung ihrer Verwaltungsgeschäfte zusammengeschlossen.
Am 30. September 1998 wurden Pinnow nach Breesen und Reinberg nach Wolde eingemeindet. 
Am 1. Januar 2005 fusionierte das Amt Kastorfer See mit dem Amt Tollensetal zum neuen Amt Treptower Tollensewinkel, dem auch die bis dahin amtsfreie Stadt Altentreptow beitrat.